# MLC Centre
MLC Centre  — хмарочос в Сіднеї, Австралія. Висота 67-поверхової будівлі становить 228 метрів. Будівництво було завершено в 1977 році. В будинку розташовані офіси, торговельний центр і Королівський театр на 1,186 місць. В будинку також розташоване консульство США в Сіднеї.
Проект хмарочосу було розроблено Гарі Сейдлером.